# Управление финансовой информации Святого Престола
Управление финансовой информации Святого Престола — дикастерия, связанная канонически со Святым Престолом, формально — юридическое лицо Ватикана учреждённое Папой Бенедиктом XVI от 30 декабря 2010 года.

## История
В среду, 19 января 2011 года, кардинал Аттильо Никора был назван папой римским Бенедиктом XVI председателем Исполнительного совета нового ведомства Ватикана — Управления финансовой информации Святого Престола, состоящего из четырёх человек. Новому агентству, по мандату апостольского послания, поручается мониторинг денежно-кредитной и коммерческой деятельности учреждений Ватикана, таких как губернаторство государство-града Ватикана, Банк Ватикана, Администрация церковного имущества Святого Престола (другое агентство, в настоящее время возглавляемое кардиналом А.Никора; своего рода инвестиционное агентство), Конгрегация евангелизации народов, а также менее крупные учреждения, такие как Ватиканская аптека, Ватиканский супермаркет и музеи Ватикана.

## Руководители Управления финансовой информации Святого Престола
- кардинал Аттильо Никора (19 января 2011 — 30 января 2014);
  - епископ Джорджо Корбеллини (30 января — 19 ноября 2014), председатель ad interim;
- Рене Брюлар (19 ноября 2014 — 18 ноября 2019);
- Кармело Барбагалло (27 ноября 2019 — по настоящее время).